# Dorfkirche Lindenkreuz

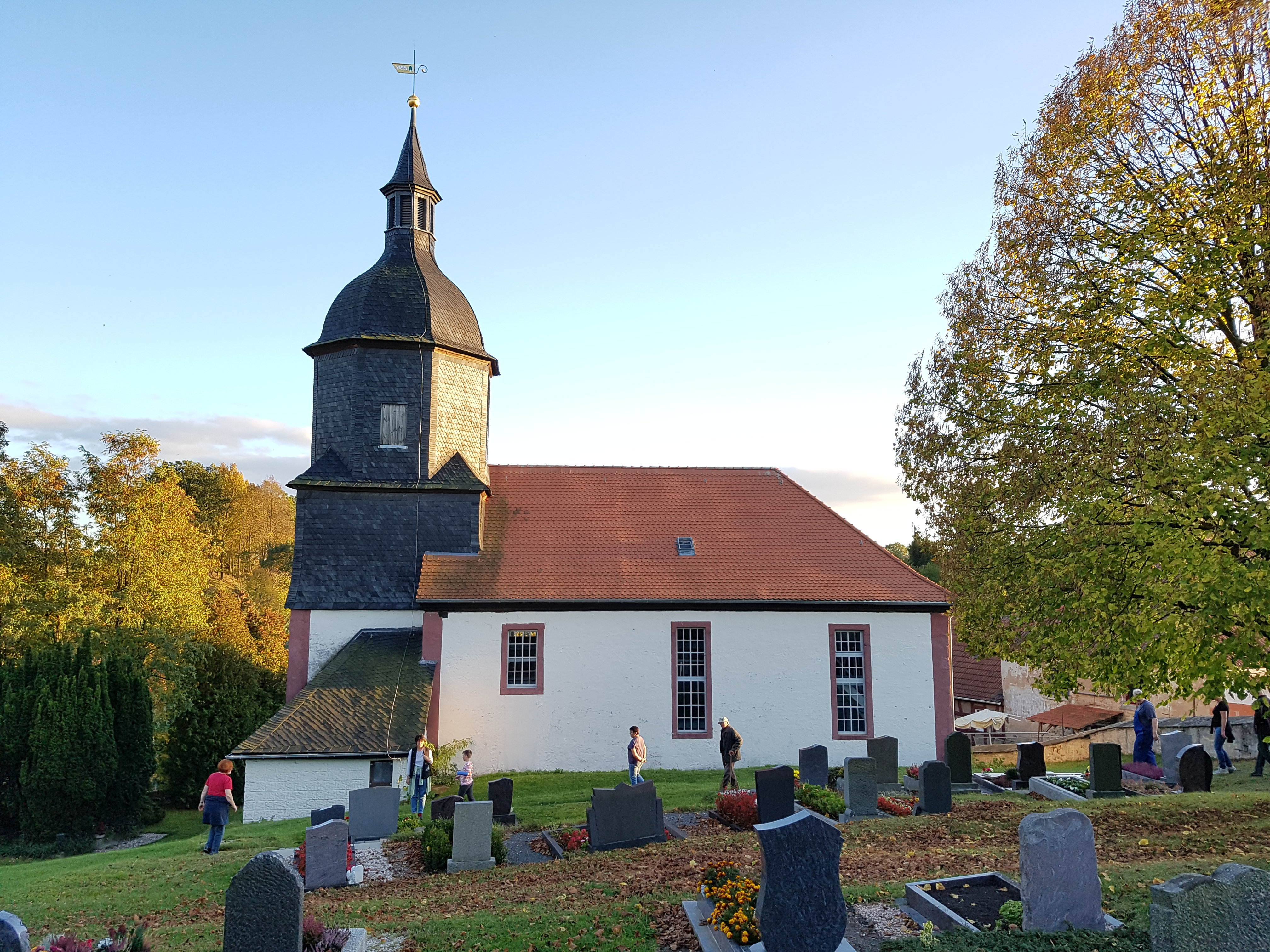
Ev. Dorfkirche Lindenkreuz

Die evangelische Dorfkirche Lindenkreuz steht in der Gemeinde Lindenkreuz im Landkreis Greiz in Thüringen. Sie gehört zur Kirchengemeinde Münchenbernsdorf im Kirchenkreis Gera der Evangelischen Kirche in Mitteldeutschland.

## Geschichte
Die Bronzeglocke der Kirche wurde 1497 gegossen, so dass eine erste Kirche schon einige Jahre früher existiert haben muss. Ein Grabstein der jung verstorbenen Anna Kreutz ist aus dem Jahre 1580 erhalten.
1744 wurde die neue Dorfkirche unter Einbeziehung älterer Gebäudereste gebaut. Die letzte Renovierung war 1986/87.

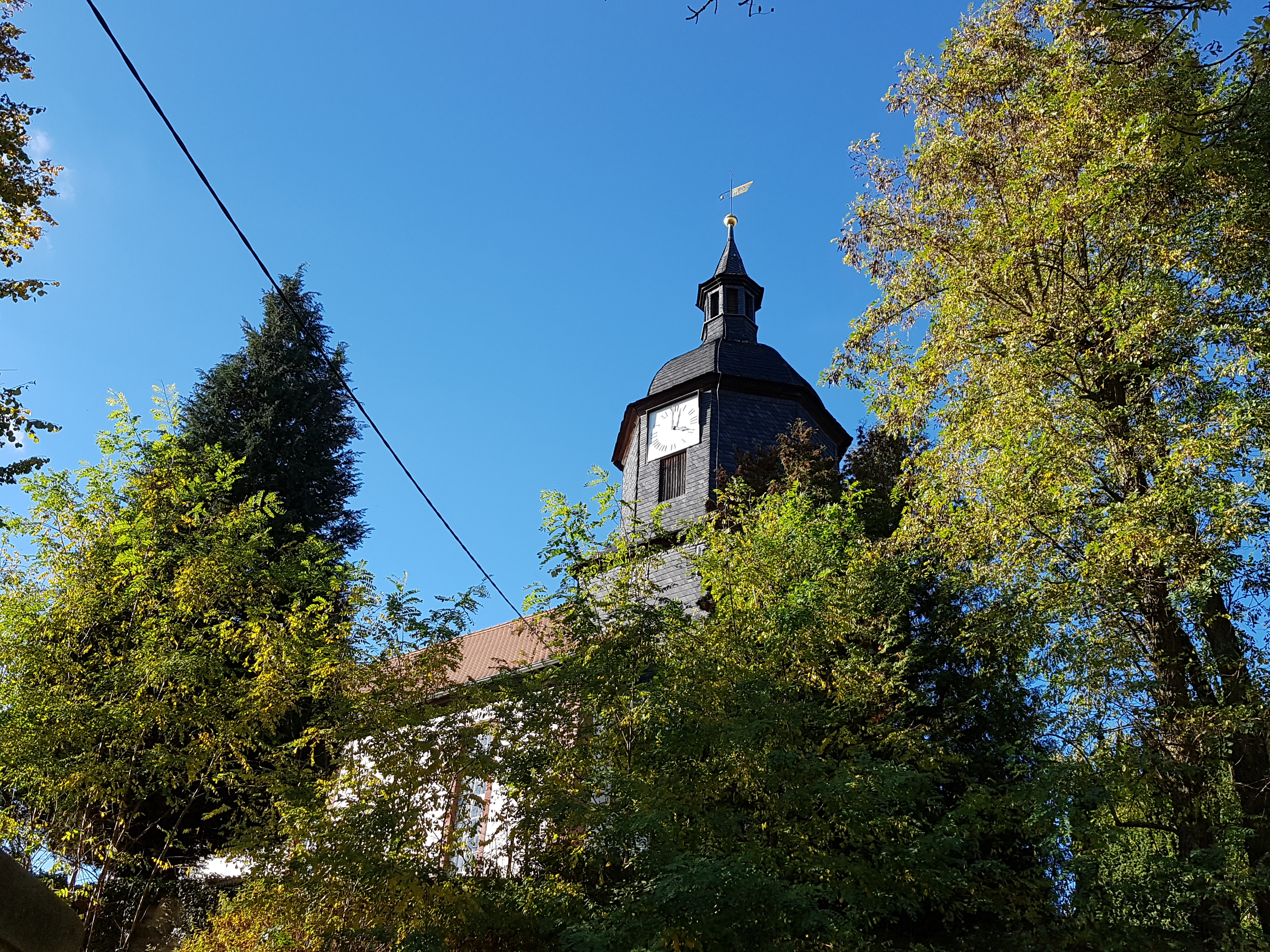
Kirchturm der Dorfkirche Lindenkreuz

## Beschreibung
Die Saalkirche hat einen eingezogenen Chor, auf dem sich der Chorturm erhebt. Der Turm hat einen achtseitigen schieferverblendeten Aufsatz aus Fachwerk, in dem eine Glocke aus der 2. Hälfte des 15. Jahrhunderts hängt. Auf dem Aufsatz sitzt eine geschweifte Haube mit einer Laterne. Das Langhaus ist mit einem abgewalmten Satteldach bedeckt. Der Innenraum hat dreiseitige, an den Langseiten zweigeschossige Emporen. Der Chor ist durch den Kanzelaltar mit einer Empore zum Kirchenschiff hin abgeschlossen. Hier war ursprünglich der Standort der Orgel. Die neue Orgel wurde 1860 von den Karl Friedrich Peternell aus Seligenthal auf der veränderten Westempore errichtet. Sie hat 15 Registern, verteilt auf 2 Manuale und Pedal.